# セントポール島 (アラスカ州)
セントポール島（英語: Saint Paul Island）は、アメリカ合衆国アラスカ州にあり、アラスカ州本土とロシア連邦にはさまれたベーリング海のプリビロフ諸島における最大の面積(40.30平方マイル (104.4 km2))の島である。
プリビロフ諸島は四つの火山島で構成されており、およそ9km南西にオッター島、およそ13km東にワルラス島およそ63km南にセントジョージ島がある。

## 地形と地質

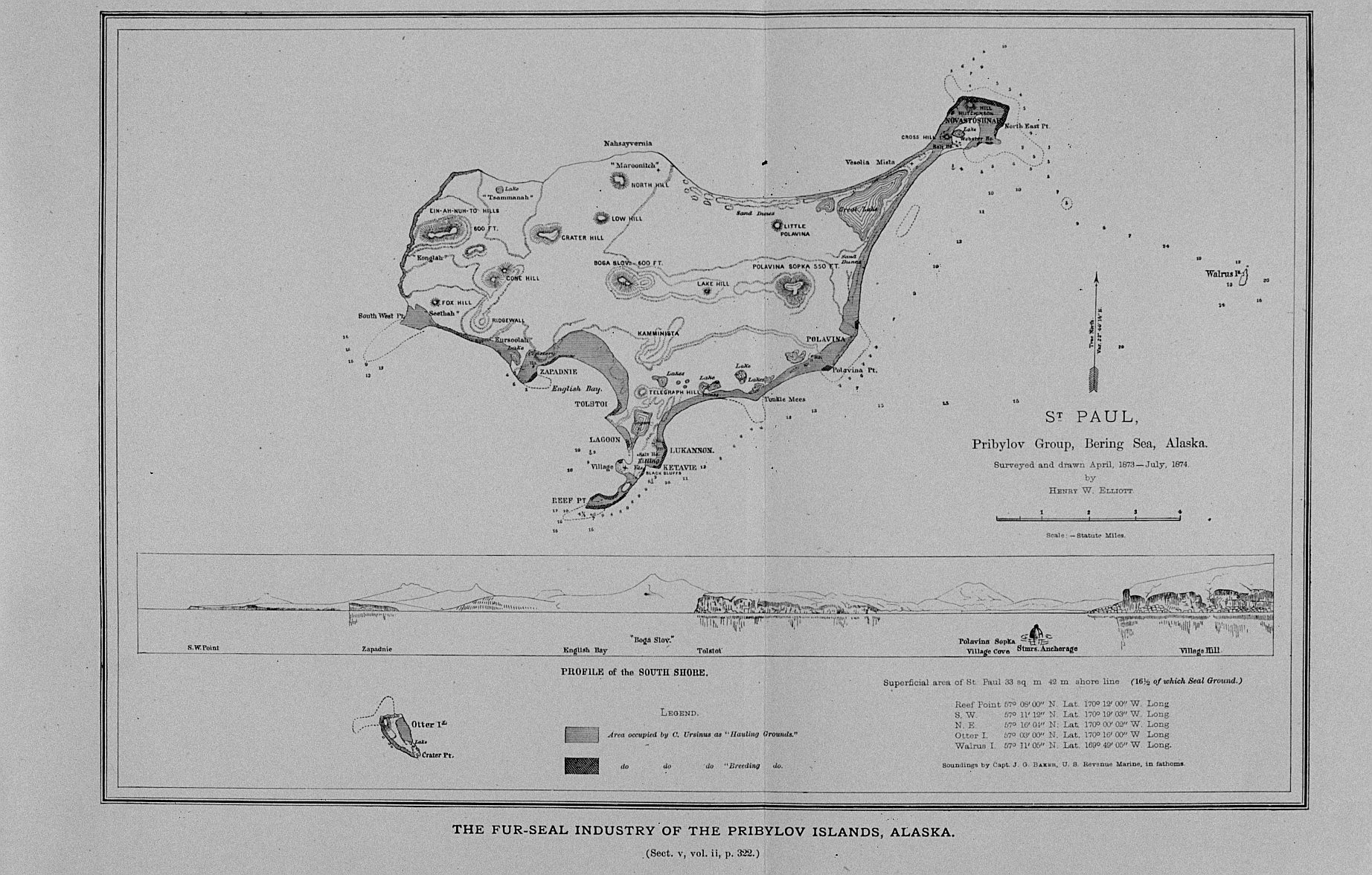
セントポール島の測量図

セントポール島はプリビロフ諸島の中で最北に位置する島である。
島の最も太いところの島の幅は7.66 mi (12.33 km)、最長部の長さは13.5 mi (21.7 km)ある。島の面積は43 sq mi (110 km2)である。火山活動によってできた島で、沢山のスコリア丘やカルデラが島に形成されている。島の最高標高点は島西側にある665 ft (203 m)のラッシュ・ヒル北緯57度11分14秒 西経170度24分4秒 / 北緯57.18722度 西経170.40111度で、島の高地地帯の平均標高は150 ft (46 m)に満たない程度である。
岩の台地と谷に島は覆われており、いくつかの谷は淡水を湛えた湖となっている。
45.5 mi (73.2 km)に及ぶ海岸線は、岩が風化した砂に守られた入江の浅瀬、いくつかの岬では切り立った崖が立ち上がっているその他は、起伏の激しい岩場である。
他のプリビロフ諸島の島と同様にセントポール島は玄武岩の島である。小高い丘は、主に茶色や赤のトゥファと火山角礫岩が堆積して出来ている。島はベーリング大陸棚の南縁に位置し、過去存在していたベーリング地峡の南に面した海岸線付近であったと考えられている。最終氷期には、周辺が氷河に覆われていたと考えられている。
島におけるボーリング調査の標本サンプルによると、現在のようなツンドラ植生になったのは、少なくとも9000年程前からであることを示している。

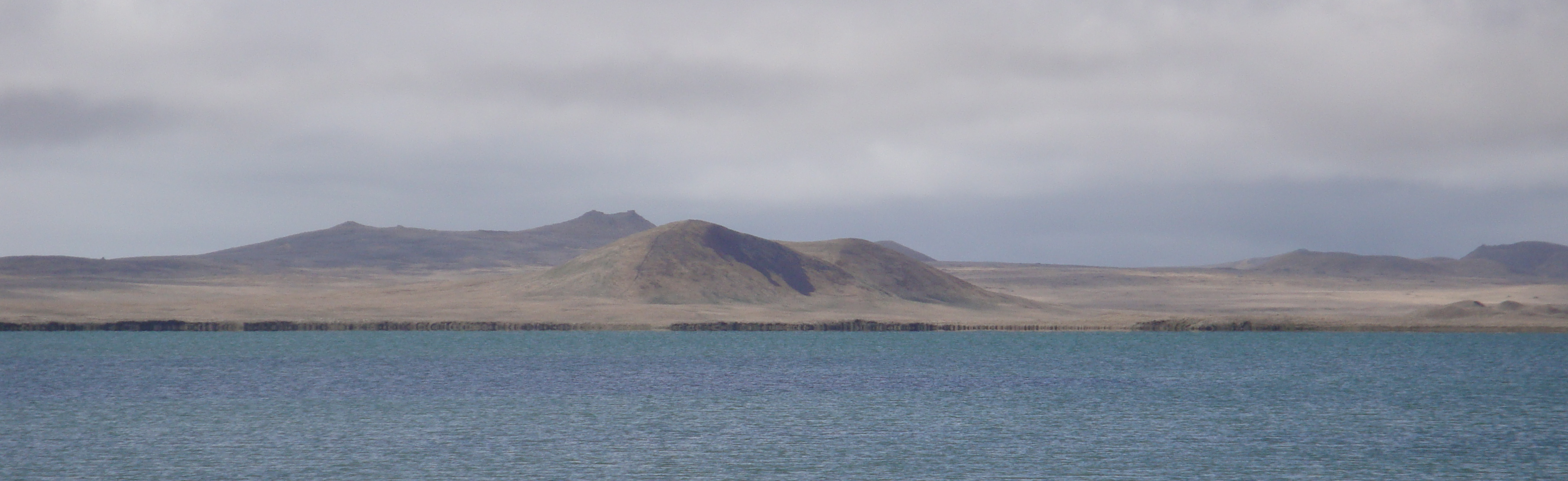
高い山が無く、低く横たわっているこの島には、小さなスコリア丘および植物で覆われた砂丘が点在している。

## 歴史

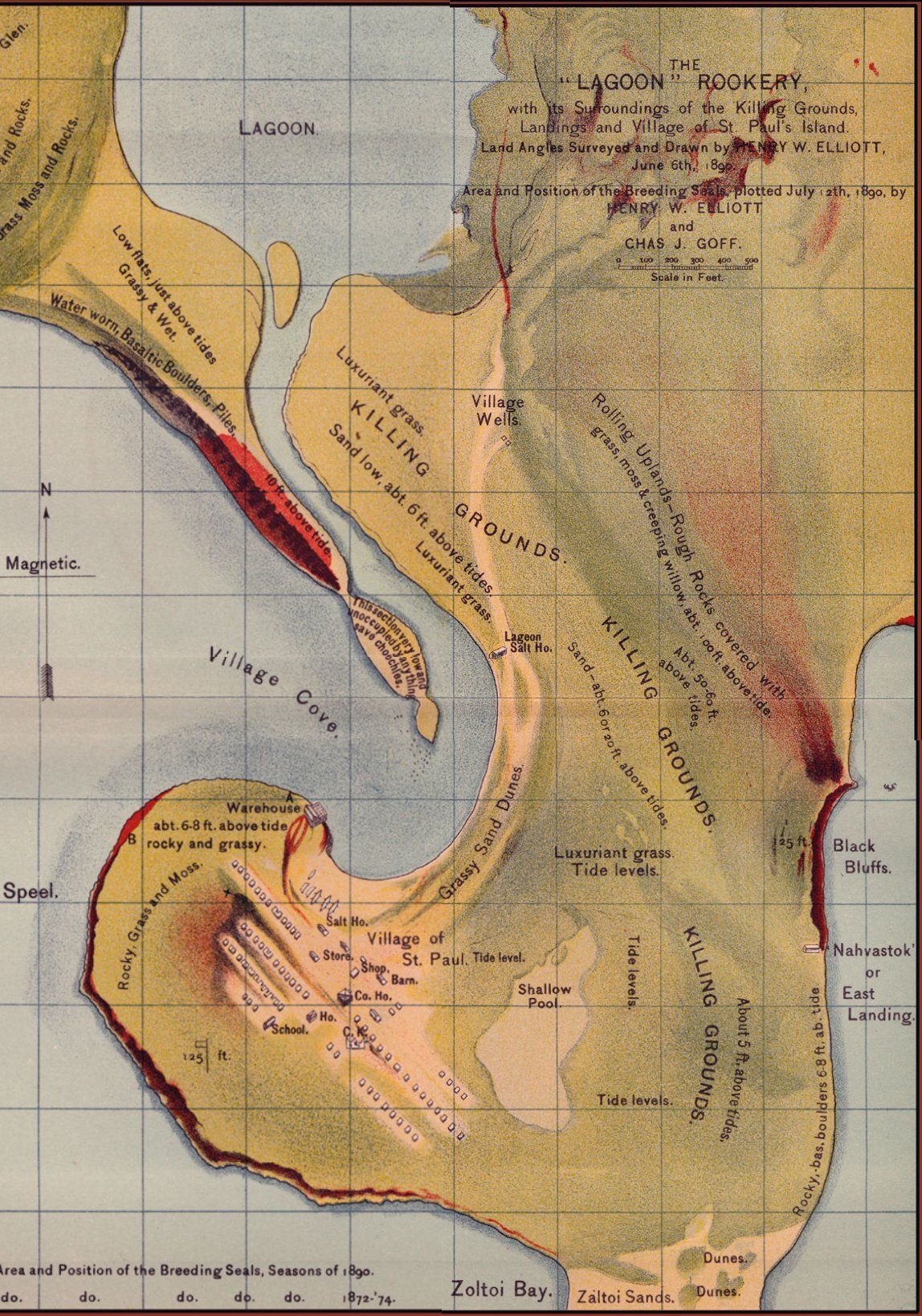
1890年頃のセントポール島の村の地図

西欧人がこの島に到達する遥か前にアレウト族はプリビロフ諸島の島々の存在を知っていた。彼らはプリビロフ諸島を「母の兄弟の土地、あるいは親類」を意味するAmiq(アレウト語)と呼んでいた。
彼らの口承(こうしょう)によると「ウニマク島の古老の息子がボートを漕いで北上する中で、襲ってきた嵐に耐え抜いた。そして、嵐がおさまり深い霧に包まれ、セントポール島の繁殖地のキタオットセイの鳴き声を聞くまで彼は遭難していた。そして彼は島を発見した。」という。
先住民ではない人が、この島を認識したのはロシアの毛皮商人だった。1788年、ガブリイル・プリビロフが聖ペテロと聖パウロの記念日である7月12日にこの島に到達した。
3年後、ロシアの商船John the Baptist号がセントポール島沖合で難破、船員は行方不明であったが、1793年ゲラシム・イズマロフが救助した。
18世紀のロシア人は、数百マイル南方のアリューシャン列島に住むアレウト族の人々を、島でのキタオットセイの狩猟に伴う奴隷労働に就かせるためにプリビロフ諸島に強制移住させた。それ以前にこの諸島に定住する人はいなかった。移住させたアレウト族は狩猟・清掃・毛皮の手入れなどの奴隷労働を強いられた。アレウト族は故郷の島に帰ることは許されず、非人道的な待遇と生活を強いられた。
寛政7年（1795年）4月末、津太夫や善六ら陸奥国出身の若宮丸漂流民15名が、アリューシャン列島からオホーツクに送還される途中で2日間滞在している。ラッコやアザラシの集積所であったため、40人ほどのロシア人が滞在していたと記録されている。

## 気候

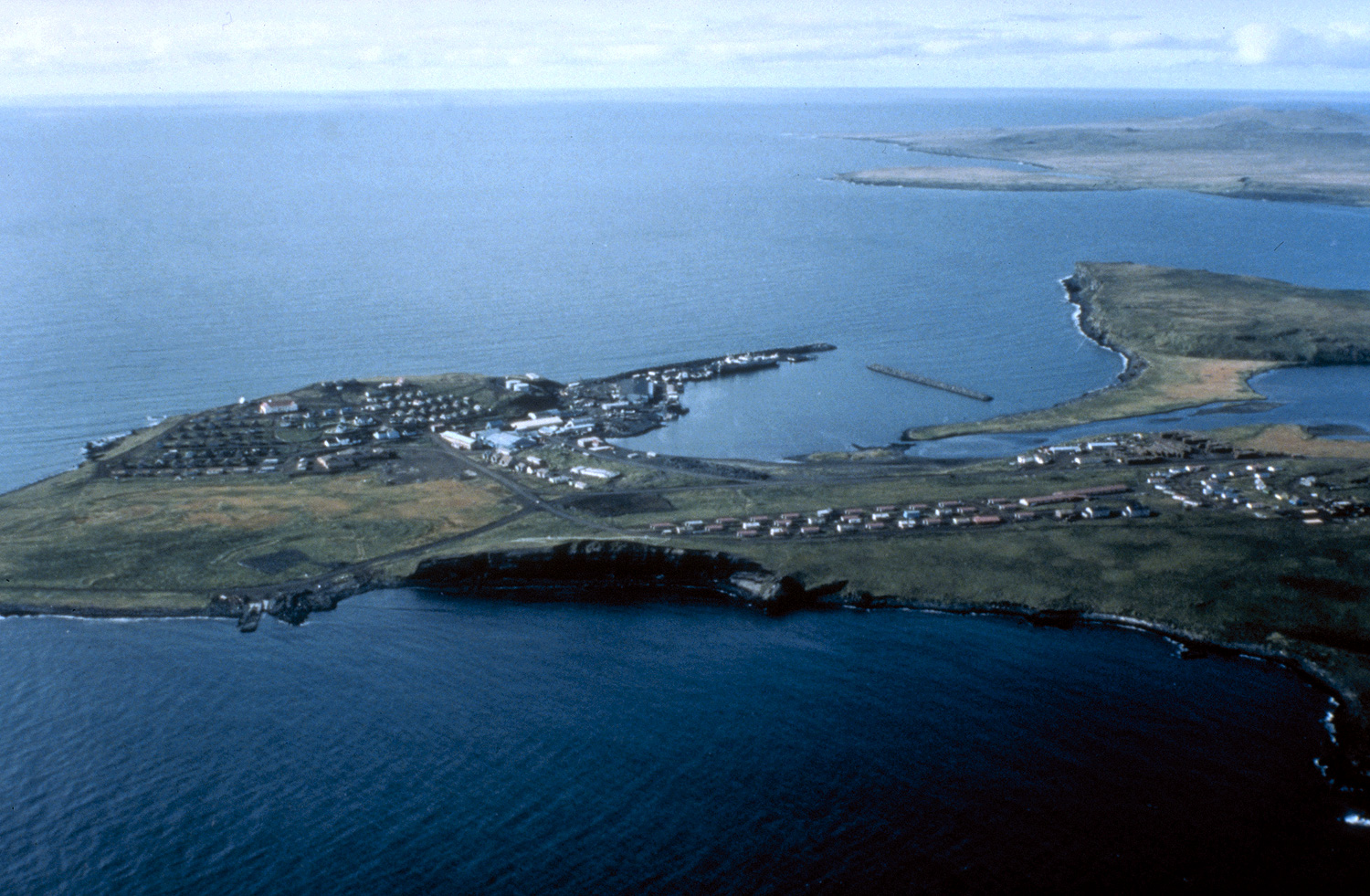
セントポール島市街地の空撮写真

島の気候は低い水温のベーリング海の影響を強く受けていて、夏の低い気温のためにケッペンの気候区分でET(寒帯ツンドラ気候区)に区分されている。
高緯度地帯において顕著に現れる冬至の日と最寒期のずれ(seasonal lag)の大きさのおかげで2月が島は最も寒く、一番暖かい8月との気温差は31.8 °F (17.7 °C)程度しか無い。とはいえ、それは年の平均気温が氷点(0℃)よりも高いことを意味している(島の平均気温は35.33 °F (1.85 °C))。12月から翌年4月までの平均気温は氷点下となっている。
1年のうち、0 °F (−18 °C)を下回る夜が年平均4.7日あり(1月から3月に記録することが多い)、アメリカ農務省の植物耐寒ゾーンの指定は「ゾーン6」である。
最低気温の記録は1971年3月14日に記録した−19 °F (−28 °C)、最高気温の記録は1987年8月25日に記録した66 °F (19 °C)である。
年平均15 mph (24 km/h)と、一年を通じて風は強い。一番風が強いのは秋の終わりから冬にかけて。北からの卓越風が平均20 mph (32 km/h)で吹いている。夏はその風は弱まり、南からの卓越風となる。
島平均の湿度は年間を通して80％を超えるが、夏の湿度が最も高い。雲量は年間を通して高く、88％になるが、ピークを迎える夏は95％まで雲量レベルが上昇する。霧も夏に発生し、大体3日のうち1日は霧に包まれている。降水量は年間605mm程度、ベーリング海の風が激しい夏の終わりから冬の始まりにかけての降水が多い。降雪量は12月から翌年3月にかけてが多く、年間平均157cm程度降る。7月から9月にかけては、一般的に本格的な雪は降らない。強風と、それに伴って比較的気温が高いため、月平均の積雪量は15cm以下である。真冬の昼の時間は6.5時間ほどであるが、真夏の昼は18時間程度になる。
| アラスカ州 セントポール島 (1981–2010 基準年)の気候 | アラスカ州 セントポール島 (1981–2010 基準年)の気候 | アラスカ州 セントポール島 (1981–2010 基準年)の気候 | アラスカ州 セントポール島 (1981–2010 基準年)の気候 | アラスカ州 セントポール島 (1981–2010 基準年)の気候 | アラスカ州 セントポール島 (1981–2010 基準年)の気候 | アラスカ州 セントポール島 (1981–2010 基準年)の気候 | アラスカ州 セントポール島 (1981–2010 基準年)の気候 | アラスカ州 セントポール島 (1981–2010 基準年)の気候 | アラスカ州 セントポール島 (1981–2010 基準年)の気候 | アラスカ州 セントポール島 (1981–2010 基準年)の気候 | アラスカ州 セントポール島 (1981–2010 基準年)の気候 | アラスカ州 セントポール島 (1981–2010 基準年)の気候 | アラスカ州 セントポール島 (1981–2010 基準年)の気候 |
| 月                                                 | 1月                                                | 2月                                                | 3月                                                | 4月                                                | 5月                                                | 6月                                                | 7月                                                | 8月                                                | 9月                                                | 10月                                               | 11月                                               | 12月                                               | 年                                                 |
| -------------------------------------------------- | -------------------------------------------------- | -------------------------------------------------- | -------------------------------------------------- | -------------------------------------------------- | -------------------------------------------------- | -------------------------------------------------- | -------------------------------------------------- | -------------------------------------------------- | -------------------------------------------------- | -------------------------------------------------- | -------------------------------------------------- | -------------------------------------------------- | -------------------------------------------------- |
| 最高気温記録 °F （°C）                             | 44 (7)                                             | 42 (6)                                             | 50 (10)                                            | 49 (9)                                             | 59 (15)                                            | 62 (17)                                            | 65 (18)                                            | 66 (19)                                            | 61 (16)                                            | 53 (12)                                            | 48 (9)                                             | 44 (7)                                             | 66 (19)                                            |
| 平均最高気温 °F （°C）                             | 29.1 (−1.6)                                        | 28.5 (−1.9)                                        | 29.3 (−1.5)                                        | 33.4 (0.8)                                         | 40.4 (4.7)                                         | 46.8 (8.2)                                         | 50.8 (10.4)                                        | 52.1 (11.2)                                        | 49.6 (9.8)                                         | 42.8 (6)                                           | 36.9 (2.7)                                         | 33.0 (0.6)                                         | 39.4 (4.1)                                         |
| 日平均気温 °F （°C）                               | 25.1 (−3.8)                                        | 24.4 (−4.2)                                        | 24.8 (−4)                                          | 29.2 (−1.6)                                        | 36.2 (2.3)                                         | 42.4 (5.8)                                         | 47.2 (8.4)                                         | 48.8 (9.3)                                         | 45.3 (7.4)                                         | 38.6 (3.7)                                         | 33.0 (0.6)                                         | 28.9 (−1.7)                                        | 35.3 (1.8)                                         |
| 平均最低気温 °F （°C）                             | 21.1 (−6.1)                                        | 20.3 (−6.5)                                        | 20.4 (−6.4)                                        | 25.1 (−3.8)                                        | 31.9 (−0.1)                                        | 38.0 (3.3)                                         | 43.6 (6.4)                                         | 45.6 (7.6)                                         | 41.1 (5.1)                                         | 34.4 (1.3)                                         | 29.1 (−1.6)                                        | 24.7 (−4.1)                                        | 31.3 (−0.4)                                        |
| 最低気温記録 °F （°C）                             | −14 (−26)                                          | −16 (−27)                                          | −19 (−28)                                          | −8 (−22)                                           | 8 (−13)                                            | 16 (−9)                                            | 28 (−2)                                            | 29 (−2)                                            | 22 (−6)                                            | 12 (−11)                                           | 4 (−16)                                            | −3 (−19)                                           | −19 (−28)                                          |
| 降水量 inch （mm）                                 | 1.80 (45.7)                                        | 1.29 (32.8)                                        | 1.06 (26.9)                                        | 1.08 (27.4)                                        | 1.12 (28.4)                                        | 1.34 (34)                                          | 1.84 (46.7)                                        | 3.07 (78)                                          | 2.99 (75.9)                                        | 3.11 (79)                                          | 2.88 (73.2)                                        | 2.24 (56.9)                                        | 23.82 (604.9)                                      |
| 降雪量 inch （cm）                                 | 13.4 (34)                                          | 11.2 (28.4)                                        | 8.8 (22.4)                                         | 6.3 (16)                                           | 1.1 (2.8)                                          | 0 (0)                                              | 0 (0)                                              | 0 (0)                                              | 0 (0)                                              | 1.9 (4.8)                                          | 8.2 (20.8)                                         | 10.7 (27.2)                                        | 61.7 (156.7)                                       |
| 平均降水日数 （≥0.01 in）                          | 17.4                                               | 15.5                                               | 14.2                                               | 13.2                                               | 12.9                                               | 12.0                                               | 13.8                                               | 17.8                                               | 19.6                                               | 22.0                                               | 23.4                                               | 21.5                                               | 203.3                                              |
| 平均降雪日数 （≥0.1 in）                           | 14.8                                               | 13.0                                               | 12.9                                               | 11.2                                               | 2.7                                                | 0.1                                                | 0                                                  | 0                                                  | 0.1                                                | 4.3                                                | 12.8                                               | 14.7                                               | 86.6                                               |
| 出典：NOAA (extremes 1892–present)                 |                                                    |                                                    |                                                    |                                                    |                                                    |                                                    |                                                    |                                                    |                                                    |                                                    |                                                    |                                                    |                                                    |

## 生物

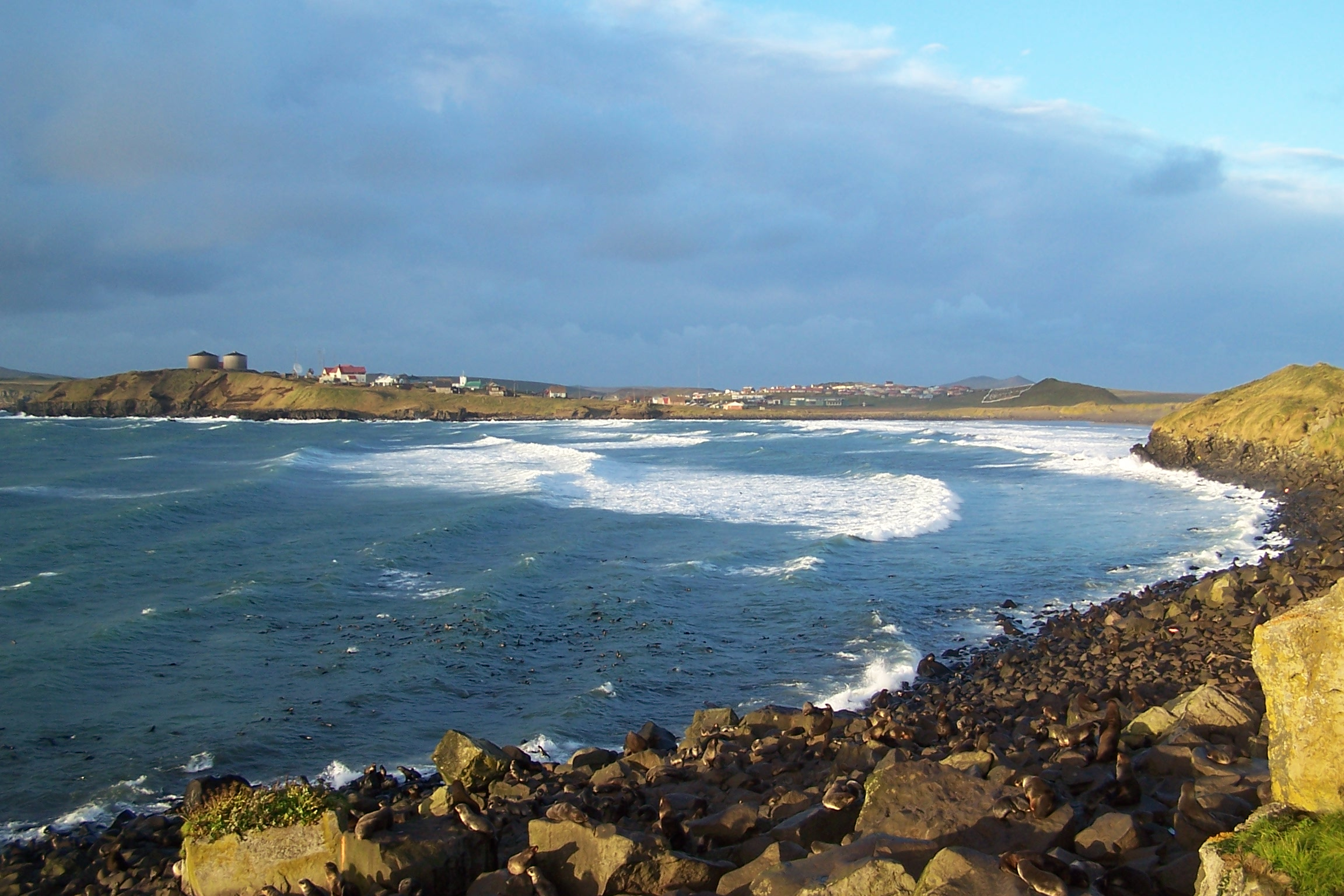
セントポール島のキタオットセイ生息地。遠くに村が見える。

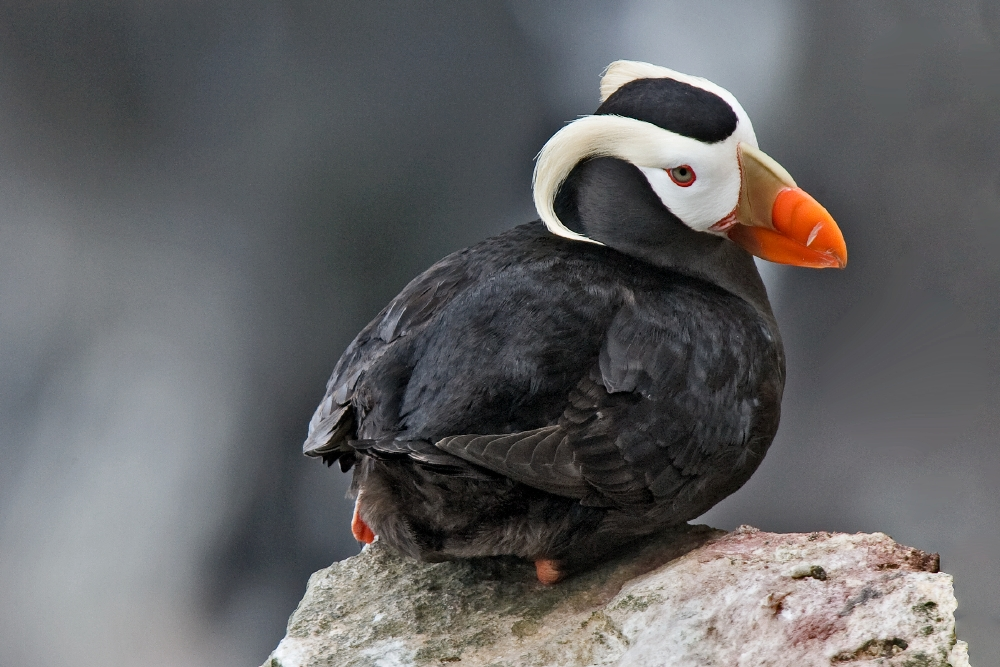
セントポール島のエトピリカ

セントポール島を含むプリビロフ諸島の全域がアラスカ国立海洋野生生物保護区（Alaska Maritime National Wildlife Refuge）に指定されている。1982年に、海鳥が生息する崖が保護対象となった。 また、この島は重要野鳥生息地に指定されている。
世界でも有数の良好な漁場に囲まれているこの地域は、50万頭を超えるキタオットセイと何百万の海鳥が生きる繁殖地となっている。
ケナガマンモスは紀元前3750年ぐらいまでこの島に生息していた。この生息年代は北アメリカのマンモスの生息記録の中でもっとも最近とされる記録である。
ケナガマンモスの絶滅は、気候変動に伴う淡水の減少によるものと考えられている。

## 住民

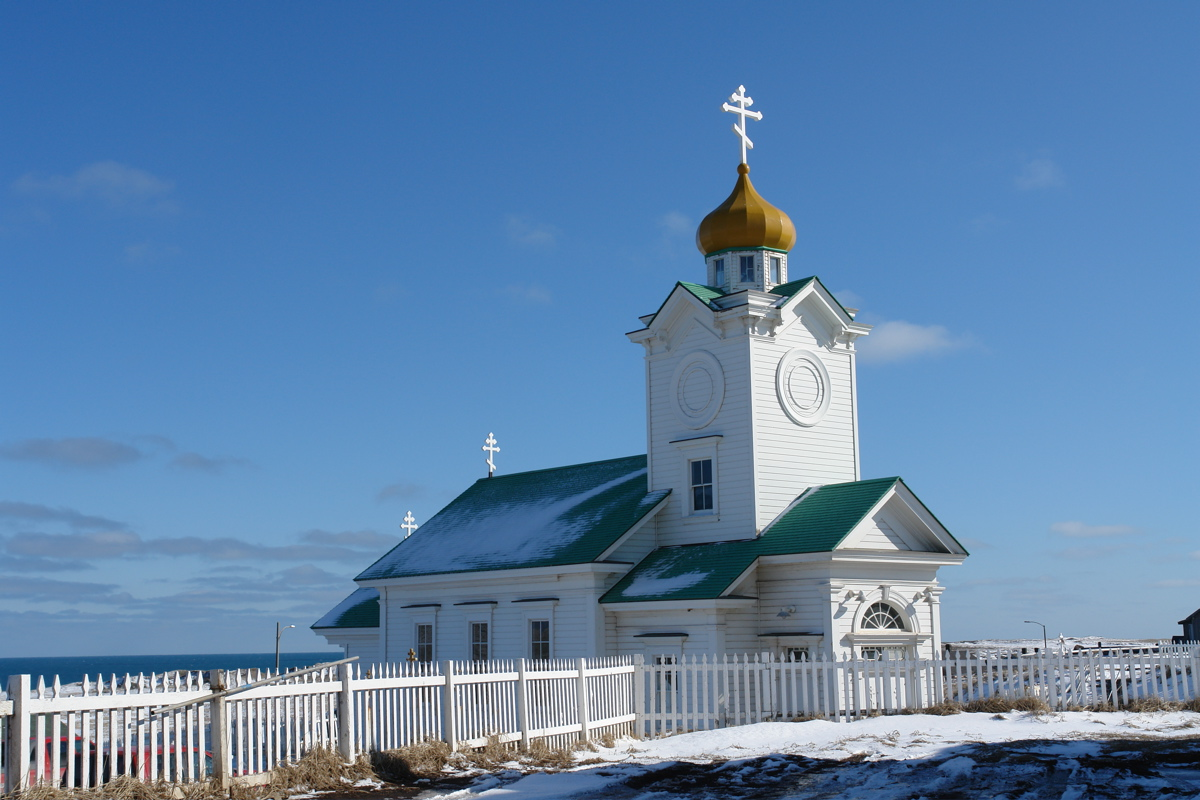
聖ピーター・アンド・ポール教会（1907年建設の建物）

聖ピーター・アンド・ポール教会の内部

セントポール島はアメリカ合衆国で最大のアレウト族のコミュニティを形成している。島の人口532人のうち、86％の457人がアラスカ原住民族で占められている。
セントポール地域が島で唯一の居住区域であり、島には現在学校、バー、商店と教会が1つずつある。
島の住民の一部は通年居住しておらず、カニ漁や港で働いている。ベーリング海で漁をしている各地から集まる大型船は島に漁獲物をおろし、セントポール島の港はそれらの船が再び漁に出てゆくためのサポートを行っている。
島民の大部分を占めるアレウト族の大部分はロシア正教会の信者といってよい。1779年にロシア正教会の聖ピーター・アンド・ポール教会が建設された。現在ある建物は1907年に建てられたものであり、その建物はアメリカ合衆国国家歴史登録財に登録されている。

## 風力の活用

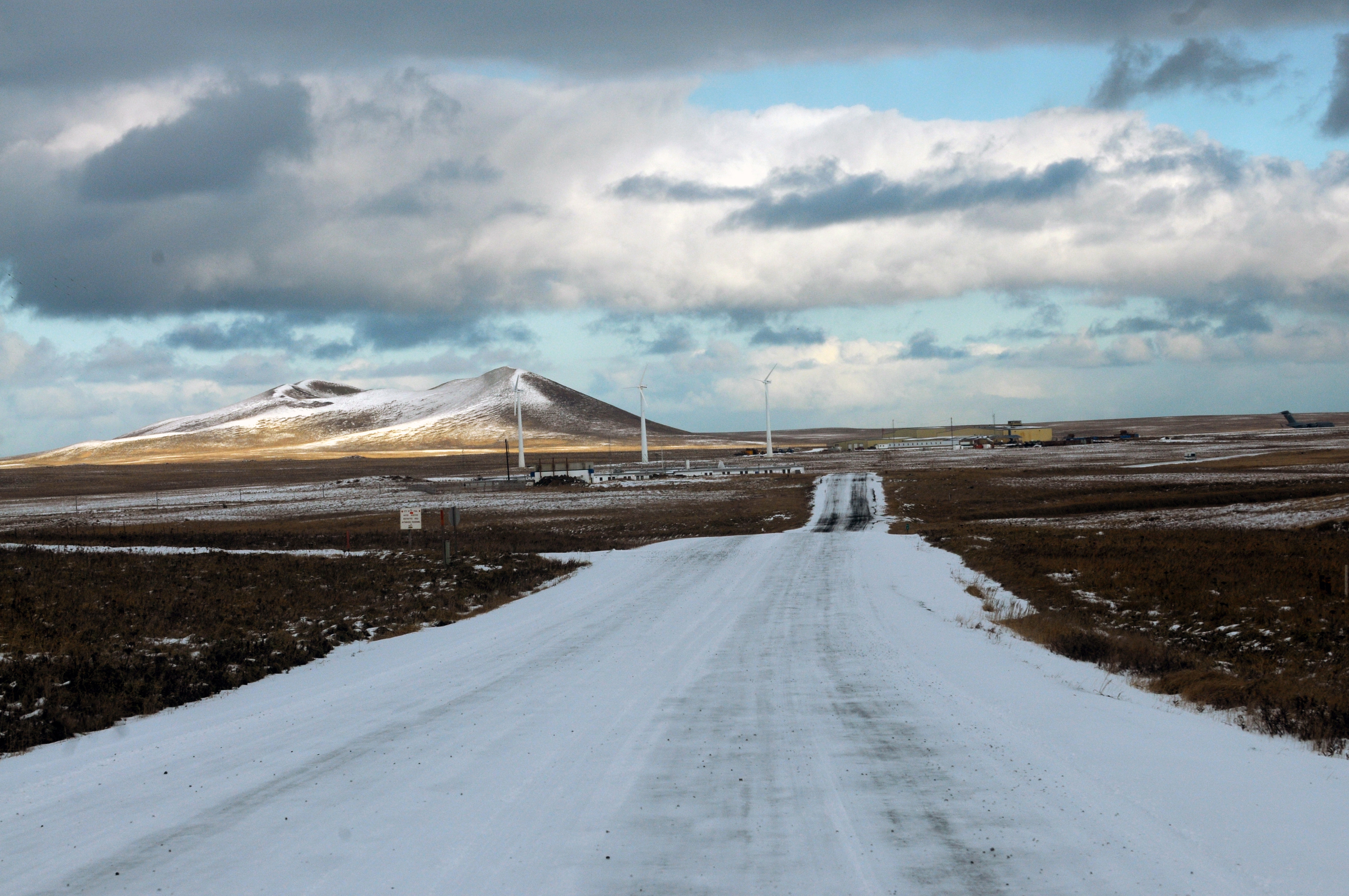
写真奥に風力発電施設が見える

島の住民を中心に設立されたTDX Power社が風力発電とディーゼルエンジンによる熱併給発電施設を完成させたのは1999年のこと。このプロジェクトはアメリカにおける先進的な風力発電利用プロジェクトであると考えられている。この発電施設により、発電用燃料の効率的利用と消費量の削減がはかられている。120-フート (37 m)の高さの風力発電設備は、環境への配慮の象徴としてセントポール島に住むアレウト族の誇りとなっている。2つの風車が2007年に追加して導入され、 44.3-フート (13.5 m)の長さの羽根をもつ風車が225メガワットの電力を生み出している。

## 小説の舞台
この島はラドヤード・キップリングが著した短編小説集ジャングル・ブック(第4話)の舞台となった島である。